# قسمة (تشريح)

يشير السهم الحادي عشر إلى قسمة النسر

القِسَمة هي المنطقة الواقعة بين عيون الطيور والزواحف والبرمائيات ومناخيرها.